# عصام اليوسفي
عصام اليوسفي هو كاتب مسرحي، ومترجم، ودراماتورج مغربي حصل على درجة الدكتوراه في الدراسات المسرحية من جامعة باريس عام 1994، ويشغل حاليًا منصب مدير المعهد العالي للفن المسرحي والتنشيط الثقافي بالرباط، ويشرف على العديد من ورشات الكتابة المسرحية، وقد شارك في العديد من الندوات واللقاءات حول المسرح، كما يشارك كعضو لجنة تحكيم في دورات ملتقى أيام الشارقة المسرحية التي تنظمها دائرة الثقافة الإماراتية سنويًا.

## أعماله ومؤلفاته
ألف عصام اليوسفي عام 2011 كتابًا بعنوان «السينما والمسرح»، وله عددًا من المسرحيات منها:
- سفر: صدرت عام 2007.
- العساس: صدرت عام 2009.
- دموع بالكحول: صدرت عام 2012.
- المخلوع: صدرت عام 2014.
- صليحة: صدرت عام 2015.
- توقيع: صدرت عام 2016.[7]
- القسمة: صدرت عام 2017.[8]
- جوج فجوج: صدرت عام 2018.
- زواج: صدرت عام 2018.

ترجم عصام اليوسفي واقتبس من أعمال العديد من الكتاب المسرحيين مثل برنارد ماري كولتيس، وشديد، وشزكال، كما شارك كدراماتورج في عدد من الأعمال المسرحية من بينها:
- ميزان الما (2014)
- بلا سمية (2016)
- بضاض (2019)

أقام عصام اليوسفي العديد من ورش الكتابة المسرحية محليا ودوليا، والتي أفرزت عددًا من كتاب المسرح والعديد من الأعمال المسرحية التي كتبت تحت إشرافه ومنها:
- نصوص مسرحية: صدر عام 2017 وهو كتاب يحتوي على خمسة نصوص مسرحية مختارة لكتاب مسرحيين شباب.